# Sonchat Ratiwatana
Sonchat Ratiwatana, taj. สนฉัตร รติวัฒน์ 'ต้น' (ur. 23 stycznia 1982 w Bangkoku) – tajlandzki tenisista, reprezentant w Pucharze Davisa, olimpijczyk z Rio de Janeiro (2016), medalista uniwersjady, igrzysk azjatyckich oraz igrzysk Azji Południowo-Wschodniej.

## Kariera tenisowa
Sonchat Ratiwatana karierę zawodowego tenisisty rozpoczął w roku 2004.
W singlu nie odnosił większych sukcesów – najwyższą pozycję w rankingu gry pojedynczej osiągnął na początku maja 2004 roku, kiedy to był na 655. miejscu.
Większe sukcesy odnosi w grze podwójnej, wygrywając razem ze swoim bratem bliźniakiem, Sanchaiem, 2 turnieje z cyklu ATP World Tour oraz osiągając 1 finał. Najwyżej sklasyfikowany w rankingu deblistów był na 39. miejscu pod koniec kwietnia 2008 roku.
Od roku 2004 jest regularnym reprezentantem kraju w Pucharze Davisa. Do końca roku 2012 rozegrał dla zespołu 26 meczów – 6 w singlu (wygrał 2) i 20 w deblu (wygrał 11).
W 2016 zagrał na igrzyskach olimpijskich w Rio de Janeiro, wspólnie ze swoim bratem Sanchaiem, odpadając z rywalizacji w 1 rundzie po porażce z parą Marcelo Melo–Bruno Soares.

### Finały w turniejach ATP World Tour
| Legenda                                      |
| -------------------------------------------- |
| Wielki Szlem                                 |
| Igrzyska olimpijskie                         |
| Tennis Masters Cup / ATP Finals              |
| ATP Masters Series / ATP Tour Masters 1000   |
| ATP International Series Gold / ATP Tour 500 |
| ATP International Series / ATP Tour 250      |

#### Gra podwójna (2–1)
| Końcowy wynik | Nr | Data             | Turniej | Nawierzchnia  | Partner            | Przeciwnicy                  | Wynik finału   |
| ------------- | -- | ---------------- | ------- | ------------- | ------------------ | ---------------------------- | -------------- |
| Zwycięzca     | 1. | 30 września 2007 | Bangkok | Twarda (hala) | Sanchai Ratiwatana | Michaël Llodra Nicolas Mahut | 3:6, 7:5, 10–7 |
| Zwycięzca     | 2. | 5 stycznia 2008  | Ćennaj  | Twarda        | Sanchai Ratiwatana | Markos Pagdatis Marc Gicquel | 6:4, 7:5       |
| Finalista     | 1. | 2 marca 2008     | Memphis | Twarda (hala) | Sanchai Ratiwatana | Mahesh Bhupathi Mark Knowles | 6:7(5), 2:6    |